# 無限地帶23
《無限地帶23》（MEGAZONE 23、メガゾーンツースリー）是1980年代所推出的日本OVA系列作品，全3集。企劃當初的原定片名為《OMEGAZONE 23》（オメガゾーン23），後來因為避免與著名手錶廠牌「欧米茄」（OMEGA）產生雷同而改名。
PART I於1985年3月9日發售，同年3月23日於影院上映；PART Ⅱ《告訴我你的秘密》（秘密く·だ·さ·い， Project Card） 則先是於1986年4月26日在影院上映，而後於同年5月30日發售OVA；PART Ⅲ則被拆成上下兩集《夏娃的覺醒》（イヴの目覚め，Awakening of EVE）和《解放之日》（解放の日，The Day of Liberation），並採取獨特的發行模式：先是於1989年9月28日發售影片前半部分《夏娃的覺醒》，之後於同年11月25日在影院上映了完整影片，最後才在同年12月22日上市發售影片的後半部分《解放之日》。

## 故事簡介

### Part I/Part II
因戰爭連年，地球環境遭到破壞以致瀕臨滅亡，人類被迫離開地球，五百年來一直生活在巨大太空船內的城市中；主控城市的電腦系統為免人類重蹈覆轍，特意隱瞞實情，讓人類生活在虛擬二十世紀的社會中。飆車族矢作省吾從不關心社會及世界事物；他與同伴每天都在玩樂及飆車。直至有一天，他的一位舊朋友把一部神秘的超級電單車留了給他。這部名叫格蘭度的超級電單車原來隱藏著一個重大的秘密。利用這部電單車，省吾發現了人類原來一直生活在巨大的太空船內，由一部名叫巴哈姆的超級電腦系統操控著…

### Part III
人類回歸地球數百年後，皆生活在一個稱為伊甸的大型城市中，人類所有的都市發展皆由稱為System的網路系統安排，故事主角高中英二因為本身駭客能力獲得加入菁英部隊 E=X的資格，並與破壞網路安全的敵人戰鬥，這時候時祭伊芙又再次出現，並且呼喚主角....

## 登場角色

### Part I/Part II
矢作省吾（配音：久保田雅人(Part I)／矢尾一樹(Part II) 、葉偉麟（VCD/DVD）（香港））
高中由唯（配音：川村萬梨阿 、鄧潔麗（VCD/DVD）（香港））
B.D.（配音：鹽澤兼人）
時祭伊芙/時祭若芙（配音：宮里久美 、劉惠雲（VCD/DVD）（香港））
村下智美（配音：富永美衣奈 、林司聰（VCD/DVD）（香港））
夢舞（配音：莊真由美）
夢影弦（配音：小林清志(Part I)／銀河萬丈(Part II)）

### Part III
高中英二（配音：草尾毅 、陳冠宏（VCD/DVD）（香港））
奈良原涼（配音：笠原弘子 、莎拉（VCD/DVD）（香港））
時祭伊芙/時祭若芙（配音：高岡早紀）
巴德（配音：佐佐木望）
錫安/斯安（配音：山寺宏一）
雅各‧哈倫（配音：安宅誠 、黃志明（VCD/DVD）（香港））
皇帝(矢作省吾)（配音：中田浩二／矢尾一樹 、劉文光（VCD/DVD）（香港））

## PlayStation 3遊戲
COMPILE HEART Inc. 於2007年9月13日發行《メガゾーン23 青いガーランド》，故事內容為《無限地帶23 PART I》20年後，但劇情與PART II及其後劇情有根本性抵觸，不能與OVA本篇有任何連結。

### 登場角色
高中 ヒロト（聲：成家義哉）
矢作省吾（聲：久保田雅人）
高中由唯（聲：大塚恵子）
B.D.（聲：柴田光太郎）
時祭伊芙/時祭若芙（聲：iv）
夢舞（聲：ひなたたまり）
サリア（聲：花井なお）
ココ（聲：柴田秀勝）

## 外部連結
- （日語）.   [2017-03-04]. （原始内容存档于2000-12-05）.
- （日語）無限地帶23 BD-BOX官方網站 （页面存档备份，存于）